# Blå lagunen, Ekerö kommun

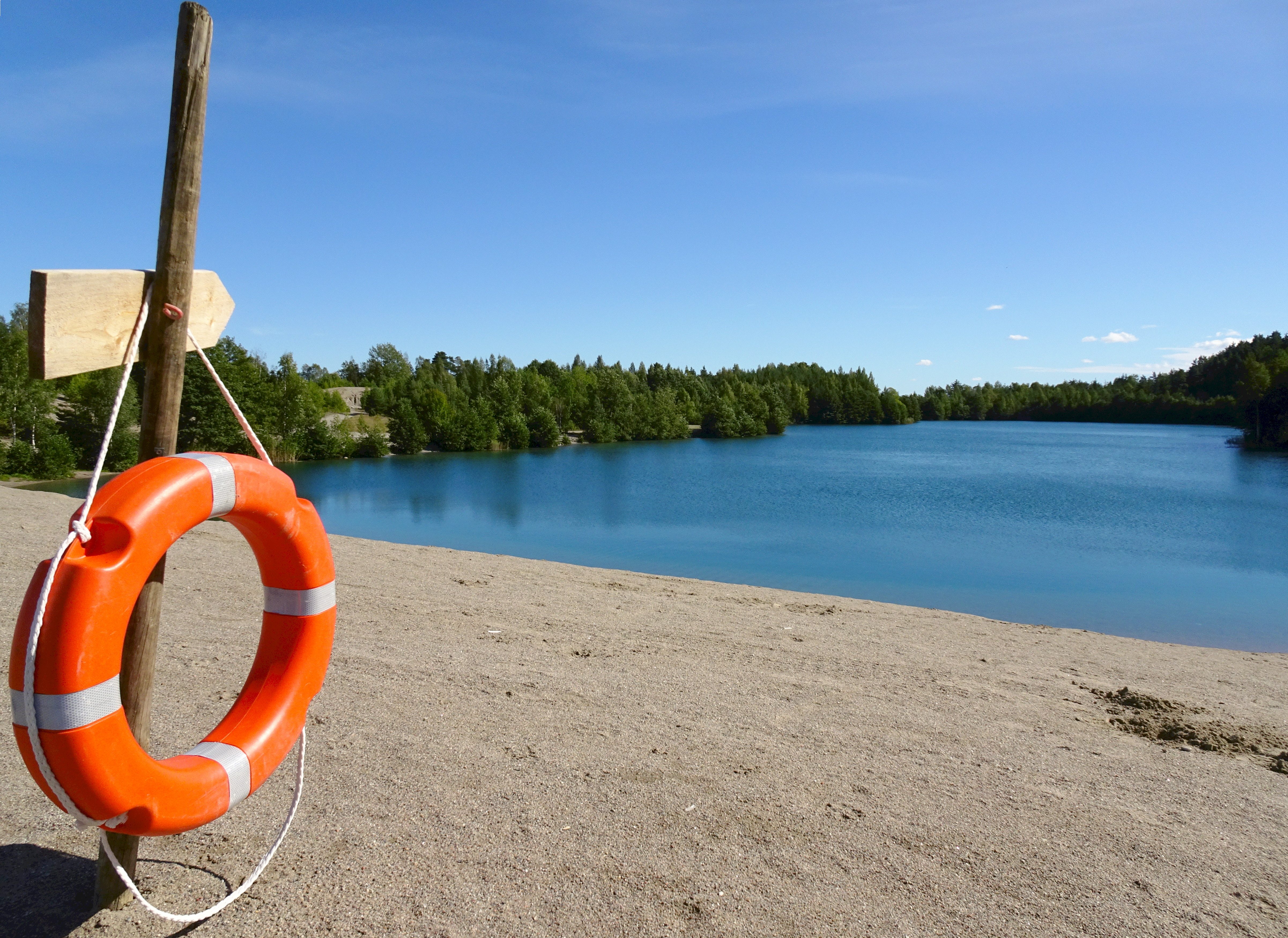
Blå lagunen i september 2016.

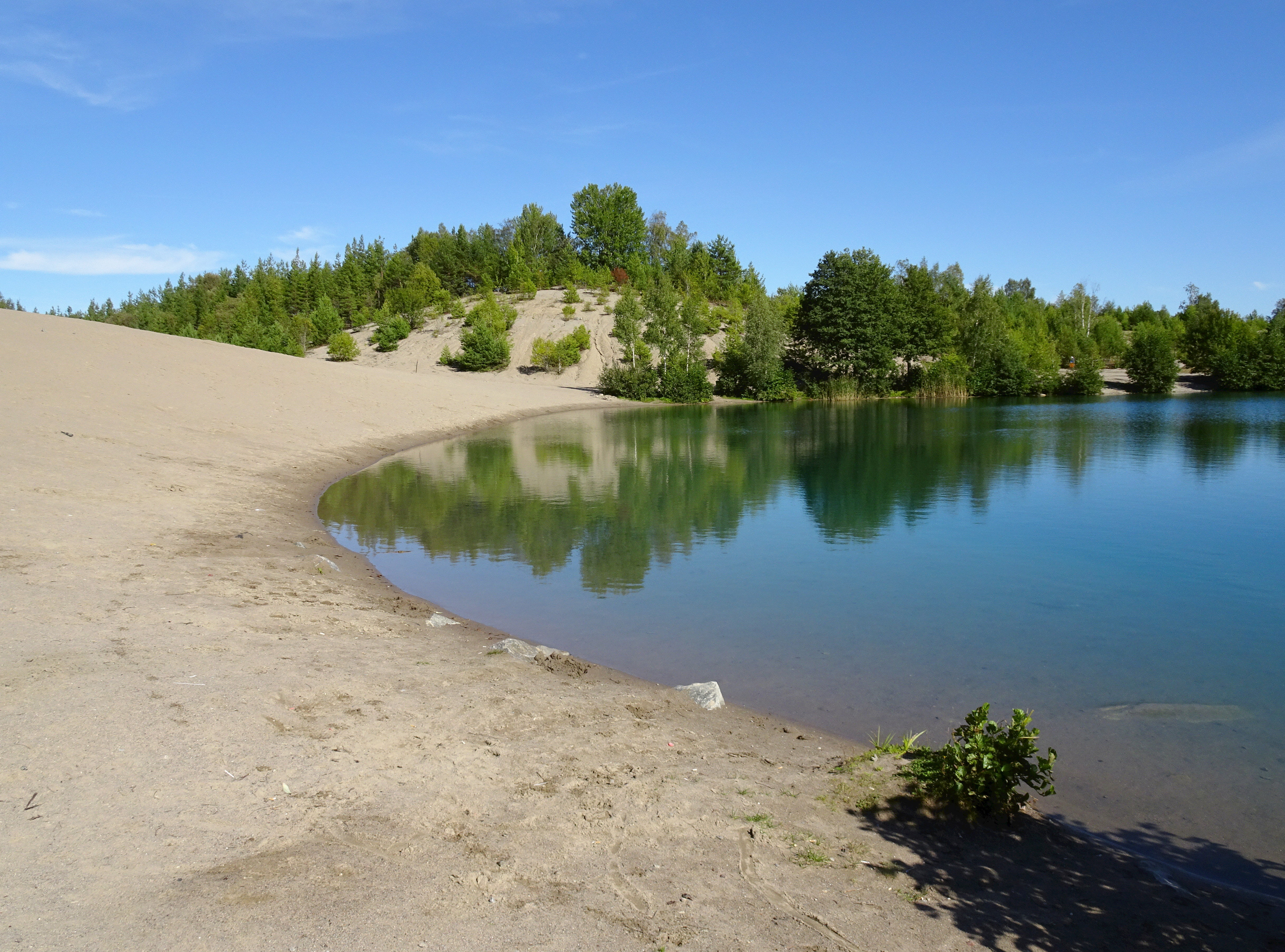
Blå lagunens sandstrand.

Blå lagunen eller Husbygropen kallas en konstgjord sjö på Munsön i Ekerö kommun, Stockholms län. Sjön är en nedlagd och efterbehandlad grustäkt. Genom området passerar Ekerö-Munsöleden.

## Beskrivning
Längs Munsöns östra sida mot Långtarmen (Mälaren) sträcker sig Uppsalaåsen, en av Sveriges rullstensåsar. Sedan 1800-talets slut har stora mängder grus brutits. Strax norr om Husby gård består Uppsalaåsen huvudsakligen av fin sand. Under 1950- till 1980-talen hämtades stora mängder sand av markägaren Jehander ur Husbygropen. Man grävde ner till drygt 20 meter under Mälarens vattennivå och gropen fylldes med vatten. Mellan gropen och Mälaren finns en smal ås och i norr kvarlämnades en sanddyn. I slutet av 1990-talet upphörde brytningen, området efterbehandlades och gropen har istället förändrats till en badsjö. Vattnet i Husbygropen är turkosskimrande och klart, därav namnet "Blå lagunen".
Oklarheter angående ansvar för parkering, renhållning och problem med nedskräpning ledde i juni 2019 till att området stängts av för biltrafik.